# Hyacinthe Santoni
Pour les articles homonymes, voir Santoni.
Hyacinthe Santoni, né le 1er janvier 1939 à Sartène (Corse), est un homme politique français.

## Détail des fonctions et des mandats

### Mandat parlementaire
- 21 juin 1981 - 1er avril 1986 : Député de la 1re circonscription des Bouches-du-Rhône